# Punizioni corporali nelle scuole

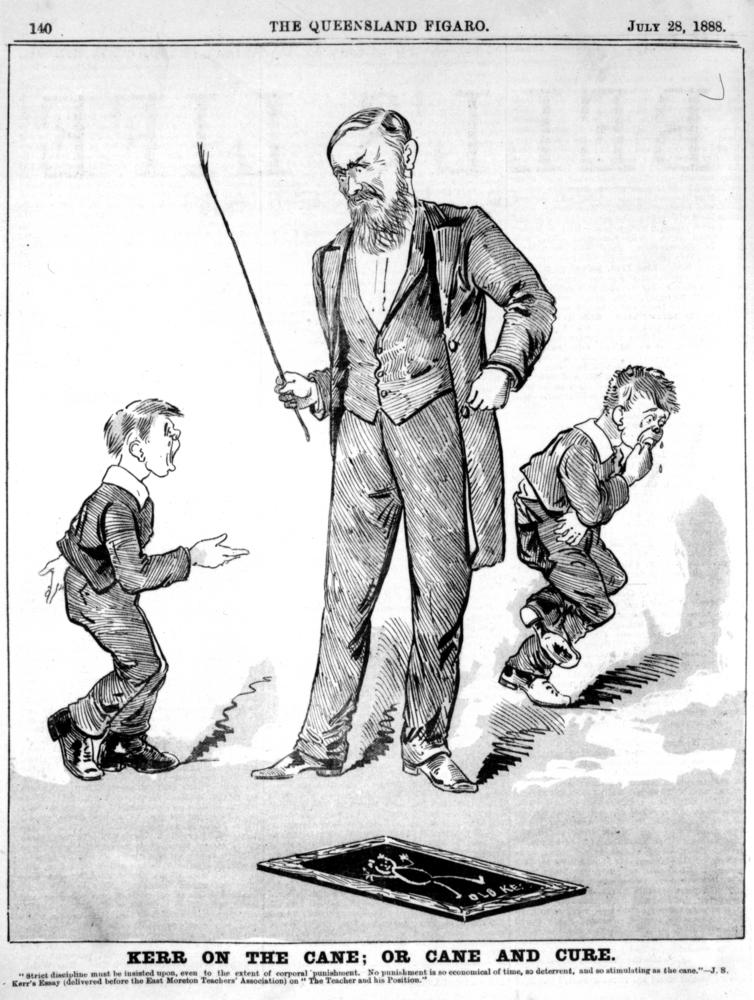
Disegno del 1888 che mostra due studenti puniti tramite bastonatura

Le punizioni corporali nelle scuole rappresentano ed includono tutti quei tipi di punizione ufficiale degli studenti, all'interno dell'istituzione scolastica di formazione anglosassone, da parte d'un insegnante per disciplinarne il comportamento: la punizione corporale didattica coinvolge lo studente macchiatosi di scorrettezze o manchevolezze più o meno "delittuose".
Viene eseguita generalmente seguendo un rituale cerimoniale metodico e premeditato dato dalla tradizione costituita: la pena è solitamente somministrata sul fondoschiena o sulle mani, utilizzando un attrezzo appositamente pensato e creato a tale scopo: il numero di colpi può variare a seconda della gravità della colpa commessa. Gli oggetti usati possono essere una canna di rattan (caning), una pala di legno detta pagaia (paddle), la suola di una scarpa da tennis o di una ciabatta (slippering), un cinturino di cuoio (strapping), o infine un metro o righello di legno.
È molto meno comune che le punizioni corporali scolastiche arrivino ad includere la sculacciata o schiaffi con la mano aperta, anche se questo metodo è utilizzabile con i bambini più piccoli delle scuole elementari.
Negli Stati Uniti e nel Regno Unito, così come in generale in tutto il mondo di lingua inglese, contemplare l'uso delle punizioni corporali, all'interno delle regole degli istituti educativi sia pubblici che privati, è stato storicamente ammesso ed accettato dalla dottrina del dritto comune in loco parentis; per cui la scuola ha gli stessi diritti su un minore della sua famiglia. Un insegnante assume il ruolo paterno a tutti gli effetti e, se costretto, ha tutti i diritti e il dovere di picchiare lo studente.
In realtà nel Regno Unito le punizioni corporali sono state vietate con l'Education Act del 1996. L'unico caso in cui ad oggi è contemplata una forza ragionevole, sta nel pericolo immediato di infortunio dell'insegnante o in caso di rischio di danneggiamento della proprietà.
Nella maggior parte dei paesi in cui ancora al giorno d'oggi questo viene consentito, la punizione corporale nella scuola pubblica è disciplinata dai regolamenti ufficiali stabiliti dai governi o dalle autorità educative locali, che definiscono il tipo di colpe passibili di punizione, il numero massimo di colpi che possono esser somministrati così come l'attrezzo da utilizzare, quali membri del personale scolastico possano eseguir la punizione e se eventualmente prima i genitori debbano esserne informati e/o consultati. 
A seconda di come le norme sono state create, e di quanto vengono strettamente applicate, questo ha l'effetto di rendere la punizione strutturata come un'autentica e rigorosa cerimonia giudiziaria, valida a tutti gli effetti proprio come fosse una sentenza di tribunale. 
I sostenitori delle punizioni corporali nelle scuole affermano che queste forniscano positivamente una risposta immediata all'indisciplina dello studente, molto più semplice ad esempio della sospensione. Gli oppositori invece ritengono che esistono molti altri metodi disciplinari altrettanto, se non più, validi ed efficaci per correggere un eventuale comportamento sbagliato: alcuni di questi ultimi considerano le punizioni corporali equiparabili ad una vera e propria violenza e abuso sui minori (abuso minorile). 
Il primo paese al mondo ad abolire le punizioni corporali fu la Polonia nel lontano 1783.

## Campo di applicazione geografico
Punizioni corporali proibite sia a scuola che a casa
     Punizioni corporali proibite solo in ambito scolastico
     Punizioni corporali legali sia a scuola che a casa
Le punizioni corporali sono state utilizzate come metodo prevalente di disciplina all'interno delle scuole in ogni parte del mondo, ma negli ultimi decenni sono state bandite nella maggior parte dei paesi europei, oltre che in Canada, Giappone, Sudafrica, Nuova Zelanda e molte altre nazioni. Rimane comunque ancor oggi un certo numero di stati in Africa, nel Sud-est asiatico e in Medio Oriente che le ammettono da sempre (vedi paragrafi appositi, più sotto).
Negli Stati Uniti la corte suprema in una sentenza del 1977 ha dichiarato che le punizioni corporali nelle scuole non violano in alcun modo la Costituzione federale: il paddling (spanking) continua ad essere utilizzato in misura significativa in un certo numero di stati del Sud, anche se c'è stato un netto calo nella sua incidenza negli ultimi 20 anni (vedi paragrafo apposito, più sotto).
In alcuni paesi asiatici ed africani in cui picchiare bambini e ragazzi a scuola è stato legalmente messo al bando, pertanto vietato, ciò è valido solo teoricamente in quanto è ancora un metodo molto usato nella pratica comune (vedi paragrafi appositi, più sotto).
Gran parte della cultura tradizionale che circonda la pratica delle punizioni corporali nelle scuole, soprattutto nel caso del mondo di lingua inglese, deriva in gran parte dal metodo disciplinare vigente nei secoli diciannovesimo e ventesimo all'interno dell'impero britannico, in particolare per quanto riguarda la fustigazione dei ragazzi adolescenti. Vi è una vastissima letteratura al riguardo, sia popolare che scientifica. La Gran Bretagna ne ha vietato la pratica nel 1987 per le scuole statali, e più recentemente anche per quelle private e/o religiose.
Molte scuole a Singapore e in Malaysia utilizzano la fustigazione (per i ragazzi), come punizione di routine ufficiale per cattiva condotta; questo vale anche per alcuni paesi africani e mediorientali (vedi paragrafi appositi, più sotto).
In Corea del Sud gli studenti dei licei, sia maschi che femmine allo stesso modo, sono comunemente picchiati a colpi di canna (caning) come punizione di prassi (vedi paragrafo apposito, più sotto).
Nella maggior parte dell'Europa continentale, qualsiasi tipo di punizione corporale nelle scuola è stata del tutto bandita, da diversi decenni a questa parte. Come deliberata cerimonia formale, quasi giudiziaria, sembra esser stata molto più comune nei paesi del nord protestante di cultura germanica rispetto ai paesi cattolici del sud di cultura latina: la fustigazione è stata completamente abolita in Danimarca nel 1967 e in Germania nel 1983 (vedi paragrafi appositi, più sotto).
A seguito della rivoluzione del 1917 le punizioni corporali nelle scuole sono state vietate in tutti i territori della Russia e poi dell'Unione Sovietica, in quanto contrarie all'ideologia comunista; vi son testimonianze di visitatori sovietici nelle scuole occidentali che esprimono tutto il loro sgomento di fronte alle frustate e bacchettate a cui erano costretti a sottostare i bambini e gli adolescenti dell'epoca tra i banchi di scuola. In altri regimi comunisti se ne seguì presto l'esempio; in Corea del Nord questo tipo di pena rimane fuorilegge e (in teoria) in Cina. Nel frattempo, i comunisti di altri paesi, ad esempio in Gran Bretagna, si sono fatti promotori delle campagne contro le punizioni corporali nelle scuole, in quanto considerate chiaro sintomo della decadenza del sistema d'istruzione del mondo capitalista.

## Giustificazioni e critica

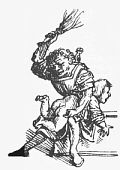
Studente medievale frustato sul fondoschiena

I sostenitori delle punizioni corporali nelle scuole affermano, a sostegno della loro tesi, che non appena lo studente è stato punito può tornare in classe e continuare ad apprendere, a differenza della sospensione che lo rimuove dal processo educativo, anzi, peggio, gli dà libera vacanza. 
Philip Berrigan, uno stimato prete cattolico, che ha insegnato alla St. Augustine High School di New Orleans, è un altro sostenitore accanito delle punizioni corporali: dice difatti, con ferma convinzione, che queste fanno risparmiare un sacco di tempo al personale che altrimenti sarebbe impegnato nella supervisione degli studenti puniti col fermo in classe o con la gestione della burocrazia riguardante le sospensioni dalla scuola I genitori, da parte loro, troppo spesso lamentano il disagio derivante da sanzione come ad esempio la consegna del figlio il sabato a scuola: molto meglio e più comoda una veloce frustata
Dall'altra parte della barricata, un argomento fatto spesso contro le punizioni corporali è che varie ricerche hanno più volte dimostrato l'inefficacia di queste come strumenti positivi per la gestione della disciplina ed il miglioramento del comportamento degli studenti: questi studi han collegato le punizioni corporali a successivi risvolti negativi psicologici (quand'anche non fisici) tra cui «l'aumento del comportamento aggressivo e distruttivo, la ribellione all'autorità con atti di vandalismo». Questo oltre a pessimi risultati educativi, tipo «risultati scolastici mediocri, scarsa capacità d'attenzione, maggior tasso d'abbandono, evasione e fobia scolastica»; infine «bassa autostima, ansia, disturbi somatici, depressione, tendenze suicide e odio e desiderio di vendetta nei confronti del corpo docente».
Società mediche, pediatriche o psicologiche che si oppongono alle punizioni corporali nelle scuole sono: l'American Medical Association, l'American Academy of Pediatrics, la Society for Adolescent Medicine, l'American Psychological Association, il Royal College of Paediatrics and Child Health,, il Royal College of Psychiatrist, la Canadian Paediatric Society, e l'Australian Psycological Society. Si oppone infine alle punizioni corporali nelle scuole anche la National Association of Secondary School Principals (l'associazione nazionale dei dirigenti scolastici statunitensi).

## Le punizioni corporali nelle scuole paese per paese

### Argentina
Abolite per la prima volta nel 1813, sono state nuovamente legalizzate nel 1817: le punizioni corporali nelle scuole rimangono in vigore fino al 1980. I metodi più utilizzati erano il Rebenque (il nome dato ad un tipo di frusta in uso tra i mandriani -gaucho delle pampas) e schiaffi in faccia con la mano

### Australia
Le punizioni corporali sono vietate per legge in tutti i tipi di scuole del Territorio di Sydney, del Nuovo Galles del Sud e della Tasmania. Nel territorio di Victoria è vietato nelle scuole statali ma non in quelle private, anche se il governo propende per una sua definitiva rimozione dai regolamenti. Sono infine vietate nelle scuole statali in base ai regolamenti ministeriali o locali di politica educativa, benché siano lecite ancora nelle scuole private in Western Australia, Queensland e South Australia; nel territorio del Nord non esiste attualmente alcuna proibizione legale.

### Austria
Qualsiasi tipo di punizione corporale eseguita all'interno degli istituti scolastici è stata definitivamente abolita nel 1974.

### Birmania
La fustigazione viene comunemente applicata dagli insegnanti come punizione in tutti i gradi di scuole, anche se delimitata dalle direttive emanate in proposito dal governo nei suoi confronti. La canna (caning) viene usata per colpire il sedere, i polpacci e i palmi delle mani degli studenti più riottosi; questo di fronte a tutta la classe: si possono tranquillamente lasciare segni e lividi. A questa punizione s'abbinano anche le tirate d'orecchie, rimanere in ginocchio in un angolo a braccia incrociate o in piedi sopra il banco: le ragioni più comuni che includono queste forme di pena sono il parlare in classe, il non aver fatto i compiti, errori commessi, assenze ingiustificate e cattivo comportamento. 

### Canada
Una sentenza della corte suprema del 2004 ha messo fuorilegge le punizioni corporali comminate a scuola. Quand'era in vigore nelle scuole pubbliche, l'attrezzo solitamente usato era un cinturino di gomma o tela dura sulle mani, mentre in quelle private era spesso usato il paddle (spanking) o comminato il caning, rigorosamente sul posteriore dello studente. In molte parti del paese la cinghia (strapping) non è più stata utilizzata nelle scuole pubbliche fin dagli anni settanta o anche prima: in Québec almeno dal 1960 e a Toronto è stato bandito dal 1971. Tuttavia, alcune scuole di Alberta hanno continuato ad applicare lo strapping fino all'ultimo giorno prima del suo divieto avvenuto nel 2004. 

### Cina
Tutti i tipi e forme di punizioni corporali sono stati teoricamente vietati dopo la vittoria della rivoluzione comunista nel 1949. In pratica però gli studenti continuano ad essere presi a bastonate (caning) o a colpi di paddle (spanking) in molte scuole d'ogni ordine e grado.

### Corea del Sud[57]
La punizione corporale è lecita e largamente utilizzata in tutte le scuole sudcoreane di ogni ordine e grado; di solito prende la forma di una correzione disciplinare con l'uso di un vero e proprio bastone, somigliante ad una stecca da biliardo o bastone da hockey. Applicato sul sedere sopra i pantaloni dello studente, ma può anche essere somministrato sui polpacci o la parte anteriore o posteriore delle cosce.
Maschi e femmine indiscriminatamente sono spesso puniti in questo modo dagli insegnanti per qualsiasi manchevolezza commessa a scuola: le raccomandazioni governative sono che il bastone non deve essere spesso più di 1,5 cm in diametro e che il numero di colpi non può esser superiore a 10. Queste punizioni sono in genere eseguite all'interno della classe o in corridoio alla presenza di tutti gli altri compagni, e la procedura è generalmente meno formale e premeditata di quanto non sia ad esempio a Singapore.
È usanza comune infine per gli studenti ricevere le punizioni corporali tutti assieme, in gruppo.

### Repubblica Ceca
La punizione corporale è bandita ai sensi dell'articolo 31 della legge sull'istruzione.

### Egitto
Uno studio del 1998 ha rilevato che la punizione fisica è ampiamente utilizzata dagli insegnanti nelle scuole egiziane per punire comportamenti considerati inaccettabili: circa l'80% dei maschi e il 60% delle femmine sono stati puniti dagli insegnanti a colpi di bastone (caning), con la cinghia (strapping), col la suola di una scarpa (slippering), ma anche con schiaffi e calci. Tutti questi fanno parte dei metodi comuni di somministrazione delle punizioni; in certi casi sono state riportate contusioni e lesioni, ferite anche gravi e fratture (nei casi più estremi perdita di coscienza).

### Filippine
Le punizioni corporali sono vietate sia nelle scuole pubbliche che in quelle private. 

### Francia
L'uso sistematico di punizioni corporali è assente dalle scuole francesi praticamente sin dalla metà del XIX secolo. Anche se non vi è alcun divieto giuridico esplicito riguardo ad esse, un insegnante nel 2008 è stato multato per aver schiaffeggiato un alunno

### Germania
Le punizioni corporali nelle scuole, storicamente molto diffuse, sono state via via bandite nei diversi Länder tramite diritto amministrativo, in tempi differenti, fino alla sua totale abolizione avvenuta nel 1983; e a partire dal 1993 qualsiasi tipo di punizione fisica inflitta da un insegnante equivale ad un reato. In quell'anno è stata pubblicata una sentenza della corte di giustizia federale, che annulla i poteri precedenti sanciti dal diritto consuetudinario e fino ad allora sostenuto tramite sentenze d'alcune corti d'appello regionali: fino ad allora il "diritto di castigo" era una giustificazione porta a difesa dall'accusa di violenza fisica.

### Giappone
Sebbene legalmente proibite sin dal 1947, l'uso di punizioni corporali è stato riscontrato nelle scuole fino agli anni ottanta, quando una ricerca statistica ha evidenziato come il 60% degli insegnanti di scuola superiore le ritenesse necessarie, almeno per i casi più gravi di infrazione dei regolamenti, contro un 32% che le disapprovavano in qualsiasi circostanza. 

### Grecia
Le punizioni corporali nelle scuole elementari e medie sono state bandite nel 1998, mentre in quelle superiori nel 2005

### India
Le punizioni corporali nelle scuole sono ancora in uso nella maggior parte del subcontinente indiano. La corte suprema ha ufficialmente vietato il loro uso a partire dal 2000: 17 dei 28 stati dell'India teoricamente applicano il divieto, anche se in modo molto lassista. Un certo numero d'organizzazioni sociali e culturali, tra cui Shankaracharya conducono campagne contro le fustigazioni degli alunni.

### Irlanda
La punizione corporale è stata vietata dal regolamento didattico nel 1982, il suo uso è divenuto un vero e proprio reato a partire dal 1996. 

### Malesia

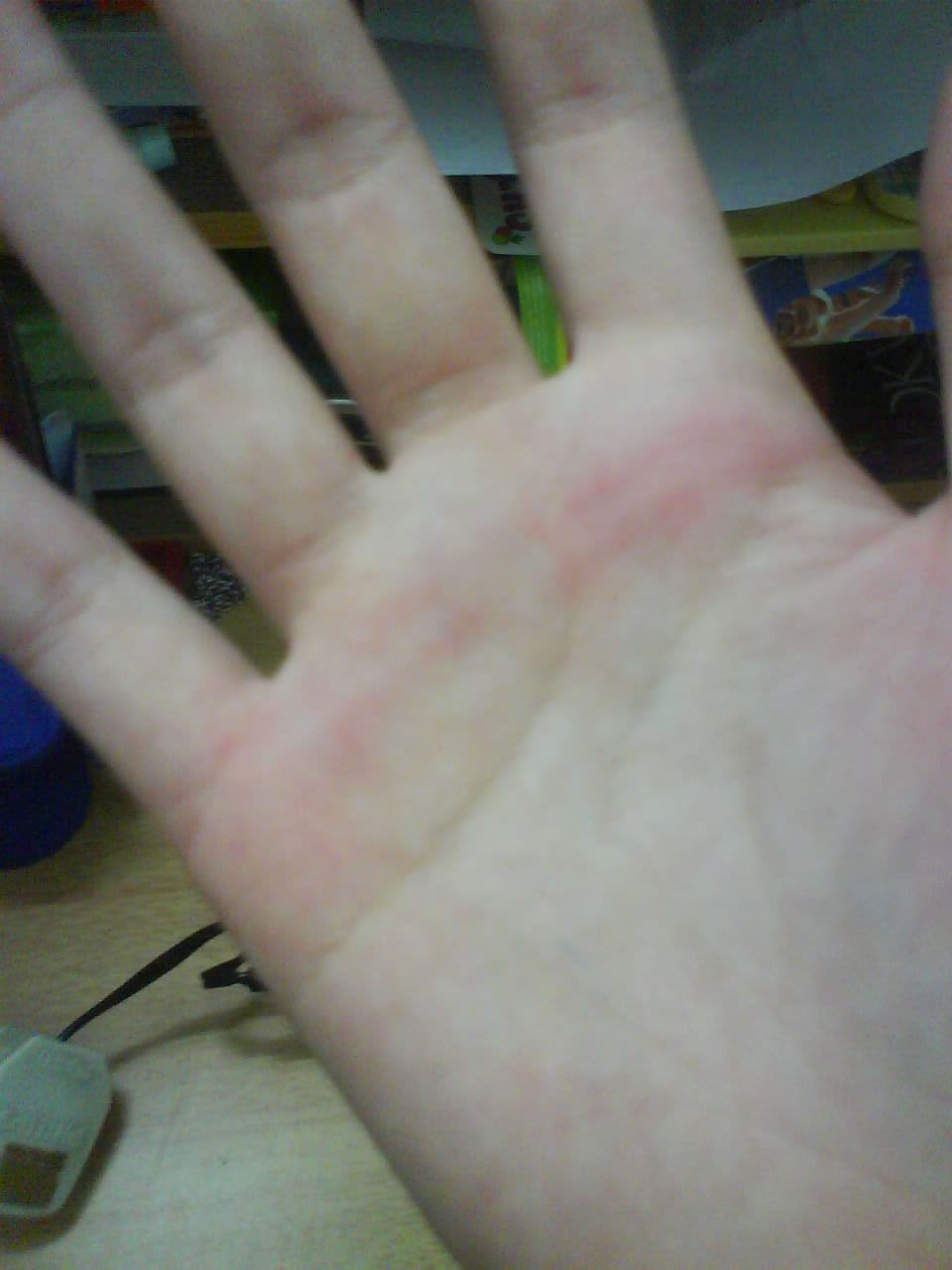
Immagine che ritrae il segno da bastonatura lasciato sulla mano di una studentessa malese

La fustigazione è una forma di disciplina molto comune nelle scuole malesi. Giuridicamente essa dovrebbe essere valida solo per gli studenti di sesso maschile, ma l'idea di renderla legittima anche nei confronti delle ragazze è stato argomento ancora recentemente dibattuto: si può usare la canna sul palmo della mano, ma tipicamente la fustigazione è eseguita sul fondoschiena dello studente, sopra i pantaloni. 

### Nuova Zelanda
Le punizioni corporali nelle scuole d'ogni ordine e grado sono state vietate a partire dal 1990: in sintesi è proibito a qualsiasi dipendente scolastico a cui venga assegnato la sorveglianza ed il controllo degli studenti, di praticar su di loro l'uso della forza come mezzo di correzione e punizione.
L'unica concessione è lasciata al diritto-dovere dei genitori di castigare anche con punizioni corporali i propri figli per motivi inerenti alla disciplina o ai risultati scolastici. Nel 2007 ad Auckland è stata scoperta una scuola religiosa cristiana che utilizzava questa scappatoia per disciplinare i propri studenti; venivano difatti chiamati a somministrar la punizione i genitori dell'alunno. A seguito di questo fatto è stata chiusa anche questa possibilità durante lo stesso anno, quando è stato emanato un divieto generalizzato riguardante la fustigazione dei figli: Crimes (Substituted Section 59) Amendment Act 2007, ovvero l'"abolizione della forza come giustificazione per la disciplina". 

### Paesi Bassi
Nei Paesi Bassi le punizioni corporali sono state bandite in qualsiasi ambito dal 2007.

### Pakistan
L'uso delle punizioni corporali come mezzo per far rispettare la disciplina agli studenti non è molto comune nelle moderne istituzioni educative pakistane, anche se è ancora massicciamente in uso nelle zone rurali di campagna. La metodologia è stata aspramente criticata dagli attivisti di molte associazioni che si occupano di diritti dell'infanzia, i quali affermano che in molti casi il picchiare i bambini all'interno delle scuole hanno portato a veri e propri casi di abuso sia fisico che mentale.
Secondo poi un rapporto stilato ufficialmente la bastonatura è la ragione principale che causa gli abbandoni scolastici ed il fenomeno dei bambini di strada: trentacinquemila ex alunni delle scuole superiori dicono d'aver abbandonato il sistema d'istruzione pubblico perché sono stati ripetutamente e gravemente maltrattati a scuola.

### Polonia
Nel 1783 la Polonia è stato il primo paese al mondo a proibire le punizioni corporali scolastiche. Si presuppone che forse lo scrittore più influente sull'argomento sia stato il filosofo inglese John Locke, nel cui trattato "Alcune considerazioni in materia di istruzione" critica esplicitamente il ruolo preponderante e centrale dato alle punizioni corporali in materia d'istruzione: l'opera di Locke era molto influente e potrebbe benissimo aver contribuito ad influenzar i legislatori polacchi nella loro scelta e decisione di vietare la possibilità di picchiare i bambini nelle scuole dello Stato. 

### Regno Unito
Proibite in Gran Bretagna nel 1987: in tutte le scuole statali e anche in quelle private che usufruiscono di fondi statali. Nelle altre scuole private sono state bandite tra il 1999 e il 2003. Ancora nel 1993 alcune sentenze dichiaravano che dare ad un bambino di sette anni tre colpi di slippering con una scarpa da ginnastica sopra i pantaloni non poteva essere considerato un "trattamento degradante".
 Lo strumento utilizzato nelle scuole private d'Inghilterra e Galles era un bastone di rattan flessibile (vedi caning), applicato sia alle mani dello studente sia (questo soprattutto nel caso di ragazzi adolescenti) sul sedere sopra i pantaloni: anche lo slippering veniva ampiamente utilizzato, come metodo alternativo meno formale. In alcune città inglesi, al posto del caning veniva eseguito lo strapping.
 In Scozia si usava invece una cinghia di cuoio detta Tawse, che veniva somministrata sulle palme delle mani: era questo il metodo universalmente conosciuto di punizione corporale all'interno degli istituti scolastici; ma alcune scuole private continuarono ad utilizzar anche il bastone da caning.

### Russia
Abolite fin dal 1917, a seguito della rivoluzione. L'attuale articolo 336 del codice del lavoro della federazione russa afferma che un insegnante che abbia utilizzato la frusta o il bastone anche una sola volta contro un allievo, debba esser immediatamente licenziato. 

### Singapore
Il caning è legale in tutte le scuole di Singapore solo per gli studenti di sesso maschile, una tale metodologia viene anzi incoraggiata dal governo al fine di mantenere una rigida disciplina: può essere utilizzato solo un bastone fatto di rattan.
Questo deve essere somministrato in una cerimonia ufficiale dalla direzione della scuola dopo la deliberazione (spesso davanti agli altri studenti), mai dai singoli insegnanti in classe.
 Nella maggior parte delle scuole secondarie, sia statali che private, ma anche in alcune scuole medie ed elementari, viene eseguita la fustigazione per punire la cattiva condotta dei ragazzi. Nelle scuole superiori i colpi con la canna vanno sempre sferrati sul sedere sopra i pantaloni: il ministero dell'istruzione ha stabilito un numero massimo di sei colpi

### Spagna
Abolite nel 1985

### Svezia
Qualsiasi forma di punizione fisica nelle scuole elementari è stata vietata da un'apposita ordinanza a partire dal 1958. Il suo uso da parte degli insegnanti ordinari nei licei era stato messo fuori legge nel 1928

### Sudafrica
L'uso di punizioni corporali nelle scuole è stato vietato da una legge apposita emanata nel 1996, la quale recita: "Nessuna persona può comminare punizioni corporali all'interno delle scuole agli studenti. Chiunque ne contravviene è colpevole di un reato e passibile di una condanna alla pena applicata per l'aggressione".

### Taiwan
A partire dal 2006 le punizioni corporali all'interno del sistema scolastico sono illegali, anche se, pur sporadicamente, ancora applicate.

### Thailandia
Le punizioni corporali nelle scuole sono illegali ai sensi del regolamento emanato dal ministero dell'istruzione nel 2005, ai sensi dell'articolo 65 della legge a protezione dei minori.

### Ucraina
Qualsiasi violenza fisica o mentale contro i bambini è vietato dalla costituzione del 1991 e dall'apposita legge riguardante l'educazione la quale stabilisce che gli studenti hanno il diritto "alla protezione da ogni forma di sfruttamento, violenza fisica e psicologica, da parte di insegnanti o d'altri che possano violarne i diritti o umiliare il loro onore e dignità".

### Uruguay
Una legge del 2008 mette al bando le punizioni fisiche sia da parte dei genitori che dei tutori.